# Mulgi vald
Mulgi landkommune (estisk: Mulgi vald) er en landkommune (estisk: vald) i det sydlige Estland.
Mulgi landkommune ligger i amtet Viljandimaa. Hovedbyen er byen Abja-Paluoja. Kommunen har et areal på 881 km2
og et befolkningstal på 7.086 (2023) indbyggere.